# Višapakar

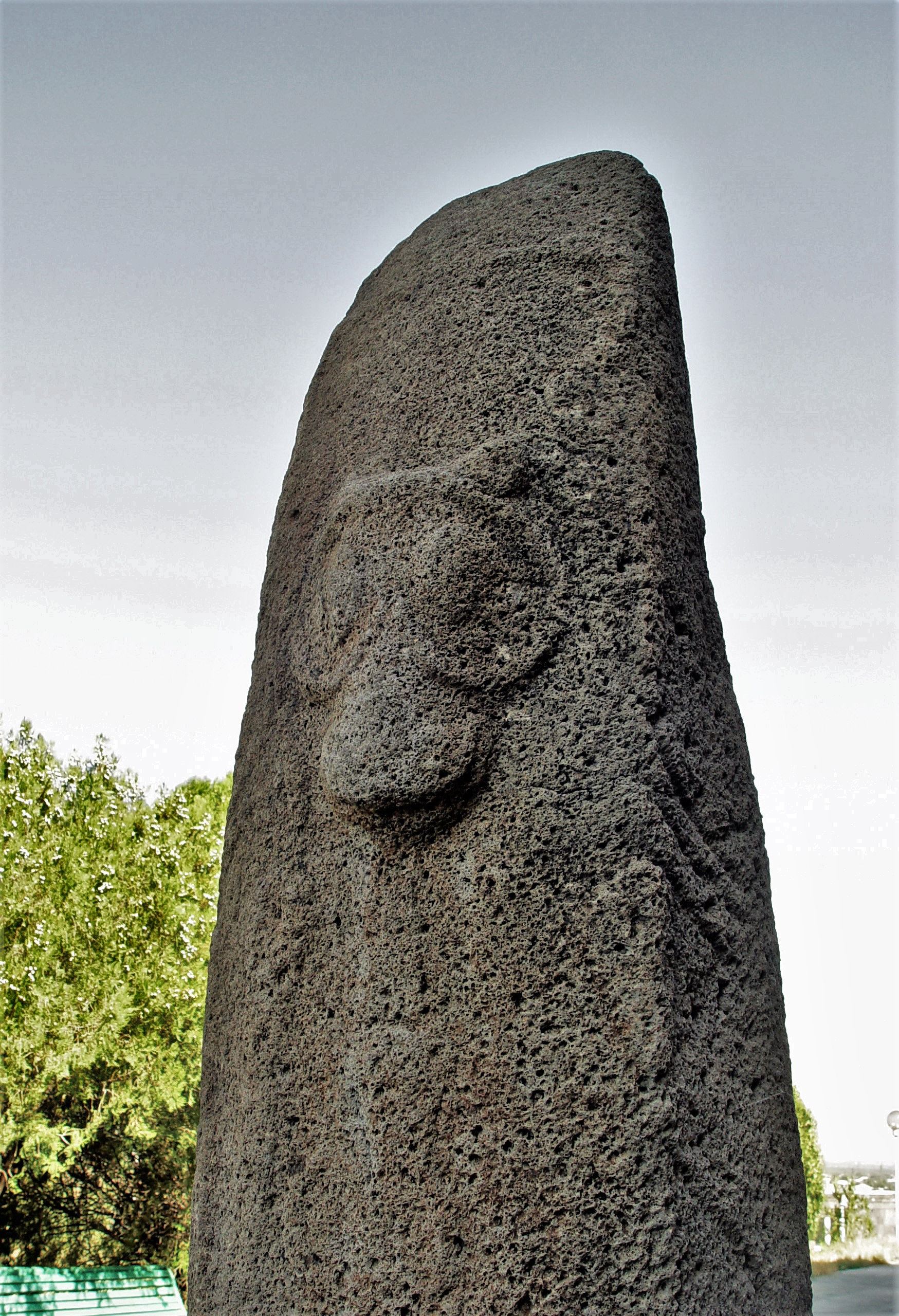
Jeden z dračích kamenů

Višapakar, arménsky Վիշապաքար, též Višap či Hadí nebo Dračí kameny, jsou záhadné menhiry, které se vyskytují zejména v arménských horách, u jezer, rybníků a zdrojů vody, Většinou mají zaoblenou špičku a jsou na nich vytesáni draci, hadi nebo i jiní živočichové. Nejvíce se jich zachovalo v provincii Gegharkunik, v blízkosti vrcholů Aragacu. Menhiry jsou vždy z jediného kusu kamene a nejvyšší z nich měří 5,06 m.
Předpokládá se, že s nimi byl spojen jakýsi dračí náboženský či magický kult, existují ovšem i jiné teorie - například, že dračí kameny označovaly podzemní zdroje vody, místa výskytu hadů, že plnily funkci kmenových totemů atp. 